# Cricetulus alticola
Espèce
Statut de conservation UICN

 LC  : Préoccupation mineure
Le Hamster du Ladakh (Cricetulus alticola) ou Hamster nain tibetain[réf. nécessaire] est un rongeur de la famille des Cricetinae. Il se rencontre en Chine, en Inde et au Népal.